# Typegodkendelse
En typegodkendelse er den officielle godkendelse af et produkt, der opfylder en minimumsmængde af forskriftskrav, tekniske krav og sikkerhedskrav. Typisk er typegodkendelse et krav, for at der kan gives salgstilladelse til et produkt i et bestemt land.
Eksempler:
- møller
- olietanke
- køretøjer

## Typegodkendelse af køretøjer
En typegodkendelse af en bil eller et andet køretøj, som fx en traktor eller motorcykel, kan udstedes af Færdselsstyrelsen efter ansøgning af en dansk fabrikant eller importør, dog kan en godkendelseserklæring udstedes efter ansøgning af enhver.
Ved manglende typegodkendelse kan en dataerklæring benyttes i stedet .

### Typer af typegodkendelser
En typegodkendelse findes i flere forskellige former:
- Anmeldt EF-typegodkendelse, som omfatter flere serieproducerede personbiler, motorcykler, knallerter eller traktorer. At et køretøj er anmeldt EF-typegodkendt, kan ses på køretøjets fabrikationsplade (se køretøjets instruktionsbog for placering af denne), med numre som fx "e1*2001/116*0304".
- Standardtypegodkendelse, som omfatter flere serieproducerede person- eller varebiler, tidligere også motorcykler og traktorer, og i visse tilfælde også busser og lastbiler.
- Typegodkendelse, som omfatter flere serieproducerede chassiser til visse varebiler, lastbiler, busser eller påhængskøretøjer. Efter opbygning skal køretøjet synes, inden det kan tages i brug.
- Godkendelseserklæring, som omfatter et bestemt køretøj, som regel en lastbil, bus eller påhængskøretøj.

Hvis man er i tvivl om, hvilken slags typegodkendelse ens køretøj er typegodkendt på baggrund af, kan man se på sin registreringsattest i den rubrik, som kaldes "Typegodkendelsesnummer". Bogstaver angiver godkendelsestypen, tallet efter bogstavet og før bindestregen angiver godkendelsens nummer, og tallet efter bindestregen angiver variantnummeret på typegodkendelsen:
- Anmeldt EF-typegodkendelse identificeres med begyndelsesbogstavet E, fx E11017-01.
- Standardtypegodkendelse identificeres med begyndelsesbogstavet A eller S, fx A10382-05 eller S10508-06.
- Typegodkendelse identificeres med begyndelsesbogstavet T, fx T11444-00.
- Godkendelseserklæring' identificeres med begyndelsesbogstavet G, fx G83475-00.